# Magericyon
A Magericyon az emlősök (Mammalia) osztályának ragadozók (Carnivora) rendjébe, ezen belül a fosszilis medvekutyafélék (Amphicyonidae) családjába és az Amphicyoninae alcsaládjába tartozó nem.

## Tudnivalók
A Magericyon-fajok Európa területén fordultak elő, a középső miocén korszak idején, azaz 10-9 millió évvel ezelőtt. Maradványaikat Spanyolországban fedezték fel.
Első ránézésre macskaszerű állatoknak hatnak, azonban a koponyáik a rokon kutyákéhoz vagy medvékéhez hasonlítanak. A fogazatuk alapján, teljesen húsevő állatok lehettek. A testfelépítésükből ítélve, nem voltak képesek nagy távokat futni, inkább lesből támadhattak. A kutatók körülbelül 91 kilogrammosra becsülték az átlagos testtömegüket.
A zsákmányaik között szerepelhettek a Hipparion, az Aceratherium, a Microstonyx, az ős nilgau antilopok (Boselaphini), valamint az ormányos Tetralophodon és az ős zsiráffélék borjai. Vetélytársaik pedig a Machairodus, a Promegantereon, a Paramachairodus, az Indarctos és a Protictitherium lehettek. Közepes méretű ragadozókként elveszíthették zsákmányaikat a nagyobb ragadozókkal szemben, de ugyanúgy ők is elvehették a táplálékot a kisebb vetélytársaktól. Az is meglehet, hogy a nagyobb testű növényevőket nem a Magericyon-ok zsákmányolták, hanem dögevőként belekóstoltak nagyobb ragadozók áldozataiba.

## Rendszerezés
A nembe az alábbi 2 faj tartozik:
- Magericyon anceps - típusfaj
- Magericyon castellanus

## Fordítás
- Ez a szócikk részben vagy egészben  a   Magericyon című angol Wikipédia-szócikk ezen változatának fordításán alapul.  Az eredeti cikk szerkesztőit annak laptörténete sorolja fel. Ez a jelzés csupán a megfogalmazás eredetét és a szerzői jogokat jelzi, nem szolgál a cikkben szereplő információk forrásmegjelöléseként.